# 5119 Imbrius
5119 Imbrius este o planetă minoră (asteroid), cu un diametru de 49,251 km, din Asteroid troian al lui Jupiter. A fost descoperită pe 8 septembrie 1988 la Brorfelde-observatoriet⁠(d) de Poul Jensen⁠(d) și a fost numită după Imbrius son of Mentor⁠(d). 
Obiectul prezintă o orbită caracterizată de o semiaxă mare de 5,2011867 UAi, o excentricitate de 0,1082, o înclinație de 15,94958 ° în raport cu ecliptica.